# Angela Sandritter
Angela Lilo Sandritter (* 1971 in Heidelberg) ist eine deutsche Schauspielerin.

## Leben
Angela Sandritter studierte Schauspiel an der Hochschule für Musik und Theater Leipzig. 1998 beendete sie erfolgreich ihr Studium. Während des Studiums spielte sie auch Jahre am Schauspielhaus Leipzig unter anderem in Parzival von Tankred Dorst, Clavigo von Johann Wolfgang von Goethe, Lederfresse von Helmut Krausser und in der Uraufführung von Ehepaar Schiller von Daniel Call.
Ihr TV-Debüt gab sie 1998 als Fotografin in Käthe Niemeyers Ein Fleisch und Blut. Es folgten Episodenrollen in Serien wie Dr. Stefan Frank, Der Alte, SOKO München und Unser Charly. Außerdem war sie Sketchpartnerin von Anke Engelke in der Fernsehcomedy Ladykracher und spielte in Wen küsst die Braut? von 2002.
Im Jahr 2000 spielte sie in der sechsten Staffel der französischen Serie Sous le soleil in einigen Episoden die Rolle der Juliette.
Von Oktober 2005 bis Oktober 2007 war sie als Silke Mertens in der ZDF-Telenovela Wege zum Glück zu sehen. 2007 übernahm Sandritter die Hauptrolle in der Rosamunde-Pilcher-Verfilmung Pfeile der Liebe.
Sandritter lebt in München.

## Filmografie
- 1993: Tatort – Bauernopfer (Fernsehreihe)
- 1998–2003: Der Alte (Fernsehserie, 3 Folgen, verschiedene Rollen)
- 1998: Ein Fleisch und Blut
- 1998: Ein Mann fällt nicht vom Himmel
- 1998–1999: In aller Freundschaft (Fernsehserie, 36 Folgen)
- 1999: Tatort: Norbert (Fernsehreihe)
- 1999: Siska (Fernsehserie, 1 Folge)
- 1999: Verkehrsgericht (Fernsehserie, 1 Folge)
- 2000: Dr. Stefan Frank – Der Arzt, dem die Frauen vertrauen (Fernsehserie, 1 Folge)
- 2000: Die Cleveren (Fernsehserie, 1 Folge)
- 2000: SOKO München (Fernsehserie, 1 Folge)
- 2000: Sous le soleil (Fernsehserie)
- 2001: Sinan Toprak ist der Unbestechliche (Fernsehserie, 1 Folge)
- 2001: St. Tropez (Fernsehserie, 6 Folgen)
- 2002: Wen küsst die Braut?
- 2002: Ladykracher (Comedy-Serie)
- 2002: Die Wache (Fernsehserie, 1 Folge)
- 2002: Alphateam – Die Lebensretter im OP (Fernsehserie, 1 Folge)
- 2003: Küstenwache (Fernsehserie, 1 Folge)
- 2003: Marienhof (Fernsehserie, 16 Folgen)
- 2004: Polizeiruf 110 – Rosentod (Fernsehreihe)
- 2004–2008: Unser Charly (Fernsehserie, 57 Folgen)
- 2004: K11 - Kommissare im Einsatz (Fernsehserie, 2 Folgen)
- 2005: Alles außer Sex (Fernsehserie, 1 Folge)
- 2005–2015: Die Rosenheim-Cops (Fernsehserie, 3 Folgen, verschiedene Rollen)
- 2005–2007: Wege zum Glück (Fernsehserie, 462 Folgen)
- 2006: Pfarrer Braun – Kein Sterbenswörtchen (Fernsehreihe)
- 2006: Und ich lieb dich doch
- 2008: Rosamunde Pilcher – Pfeile der Liebe (Fernsehreihe)
- 2009: Rabentage
- 2010: Um Himmels Willen (Fernsehserie, 1 Folge)
- 2010: Hitlers Grave
- 2012: Aus Liebe zu dir
- 2015: Schilf (Kurzfilm)
- 2018: Die Bergretter (Fernsehserie, 1 Folge)
- 2019: Hubert ohne Staller (Fernsehserie, 1 Folge)
- 2022: Liebesdings